# Enicmus lundbladi
Enicmus lundbladi là một loài bọ cánh cứng trong họ Latridiidae. Loài này được Palm miêu tả khoa học năm 1956.